# سماعة طبية

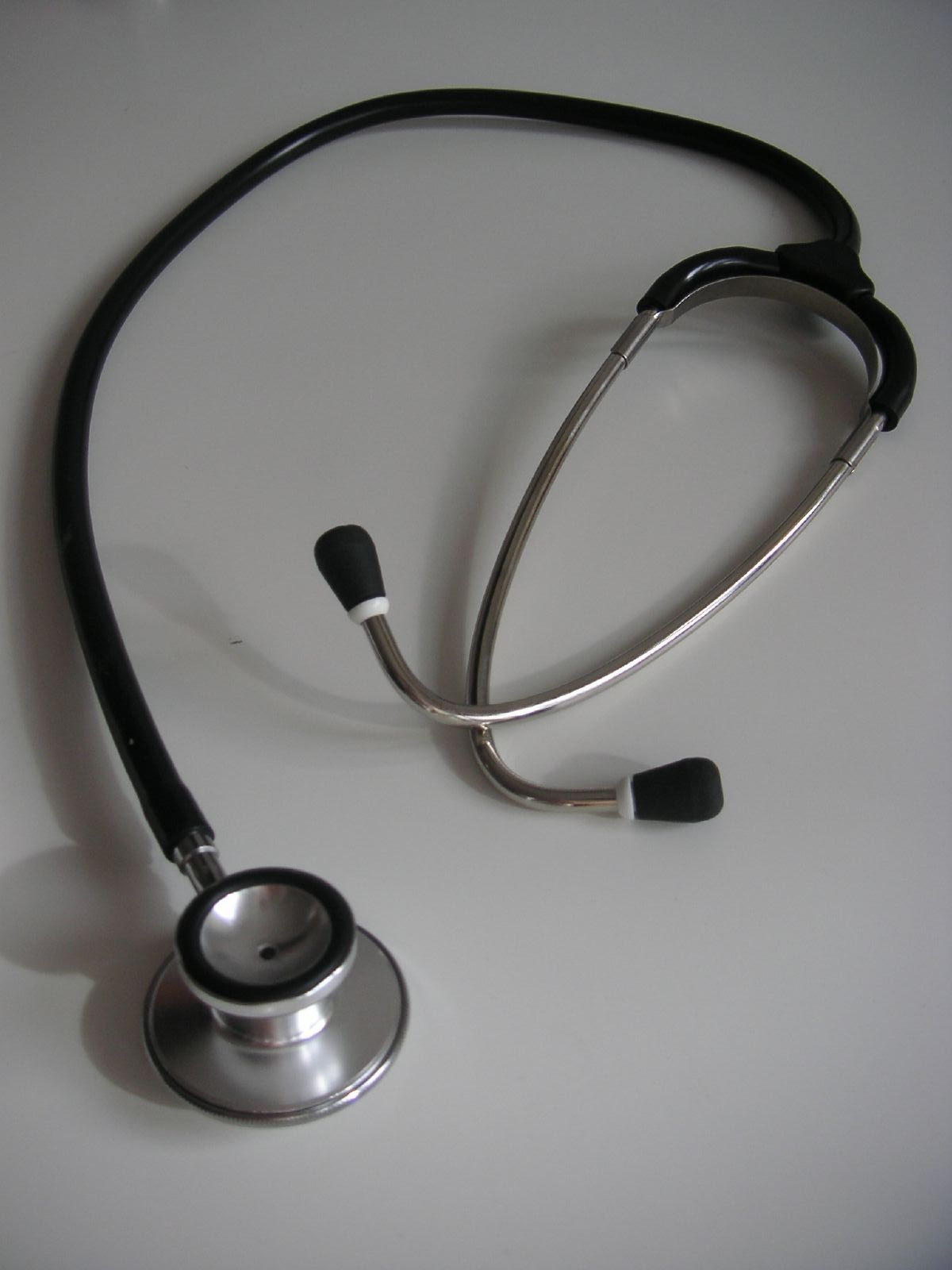
المسماع

السماعة الطبية أو المسماع أو مِسْمَع أو ستيتوسكوب وتعني حرفياً جهاز مراقبة الصدر. جهاز طبي يكشف فيه السامع عن أصوات داخلية (لتفحص الأعضاء الداخلية) إن كانت طبيعية أو لا، وقد أصبح الجهاز لا غنى عنه في تشخيص الأمراض حتى أنّه أضحى رمزاً لمهنة الأطباء، وغالباً ما نراهم يعلّقونه حول رقبتهم. مبدأ الجهاز ذكي وبسيط، إذ يعتمد أساساً على ثلاث أجزاء: القمع المغلف، الخرطوم وقطعة الأذنين.

## تاريخ الجهاز
اخترع هذا الجهاز الطبيب الفرنسي رينيه لينيك (بالفرنسية: René Laennec)‏ سنة 1816 في باريس. كان اختراعه يتألف من أنبوب مصنوع من الخشب يوضع في إحدى الأذنين. اخترعت السماعة لعدم الراحة من أن يضع الطبيب أذنه مباشرة على صدور النساء لفحصهن. كان الوصف الموثق الأول للجهاز يعود لتاريخ 8 آذار 1817.
حوالي سنة 1830 بدأت تعديلات للنماذج بالظهور عبر بيير بيوري Pierre Piorry، الذي أضاف جزءاً من العاج لقطعة الأذن. وفي نفس الفترة تقريباّ بدأ تبديل الخرطوم الخشبي بآخر طري يصل القمع المغلف بقطعة الأذن، إلا أن الجهاز الخشبي ظلّ منتشراً لعدة عقود.
الجهاز المعدّ للأذنين سوياً كان فكرة للصنع منذ 1829 لكن لم يحقق عمليّاً إلا ابتداءً من سنة 1851. وظهر أن الخرطوم المعد من المطاط كان ليس على قدر كاف من المتانة، ولذا توقف تصنيعه. المواد البديلة المطروحة لصنع الخرطوم كانت المعادن ابتداء من سنة 1852.
أوائل القرن العشرين طوّر رابابور وسبراغ Rappaport and Sprague الجهاز ذا القمع المزدوج حيث يكون جانب واحد فقط منهما هو المغلف. في سنة 1961، طوّر الطبيب ديفيد ليتّمانّ (بالإنجليزية: David Littmann)‏، الجهاز لشكله المعهود في أيامنا، المزوّد بقمع قابل للتغيير. اخترع جولدنج بيرد نموذج اخر من السمعات

## استعمال الجهاز
الجهاز يستعمل خاصة لتفحص عمل (وأمراض) القلب (دقّات) وصماماته، الرئتين (التنفس)، الأمعاء، الأوعية الدموية -خاصة الشرايين- (أصوات خرير الدم إن وجدت!)، أصوات الجنين ولدى فحص ضغط الدم إن أمكن سماع أصوات كوروتكوف Korotkoff. يذكر أن بعض الميكانيكيّين اقتبسوا استعماله وروّجوه في مجالهم لاكتشاف أخطاء أو عمل المحرك.
في الفترة الأخيرة بدأت بعض الشركات الصانعة بإنتاج أجهزة سماعات طبية (ستيتوسكوب) إلكترونية، تساعد في تنقية نوعية الأصوات المبتغى سماعها وإقصاء الأصوات المزعجة، مما يساعد في تحسين وتسهيل التشخيص.
- ومن الجدير بالذكر ان هنالك نوعين من الجهاز :
- 1- السماعة الطبية التعليمية :- والتي تمتاز بقوة الصوت ودقة صوتية اقل.
- 2- السماعة الاحترافية :- تمتاز بالدقة الصوتية العالية حيث لها منفذين لدخول الصوت.

## أنواع السماعة الطبية

### السمعية
تعمل السماعة الطبية السمعية من خلال انتقال الأصوات من قطعة الصدر عبر أنابيب مُجوَّفة ممتلئة بالهواء إلى أذني المُصغِي. تتألف قطعة الصدر عادة من جانبين يمكن وضع أي منهما على صدر المريض لاستشعار الأصوات هما: الحجاب (قرص بلاستيكي) أو القمع (كأس مجوَّف). إذا وُضِع الحجاب على المريض فإن أصوات الجسم ستسبب اهتزاز الحجاب مُشكِّلة أمواج ضغط سمعية تنتقل نحو الأعلى عبر الأنابيب إلى أذني المُصغِي. إذا وُضِع القمع على المريض ستنتج اهتزازات الجلد مباشرة أمواج ضغط سمعية تنتقل نحو الأعلى إلى أذني المُصغِي. ينقل القمع أصواتًا ذات تواتر منخفض، بينما ينقل الحجاب أصواتًا ذات تواتر مرتفع. بهدف إيصال الطاقة السمعية بشكل مبدئي إلى القمع أو الحجاب فإن الأنبوب المتصل بالغرفة بين القمع والحجاب يكون مفتوحًا من جهة واحدة فقط ويمكن أن يدور. تكون الفتحة مرئية مكان اتصالها مع القمع. يؤدي دوران الأنبوب 180 درجة من جهة الرأس إلى اتصاله مع الحجاب. اخترع راباروت وسبراغو السماعة الطبية ذات الوجهين في الجزء الأول من القرن العشرين.[بحاجة لمصدر]
إحدى مشاكل السماعات الطبية السمعية كانت أن مستوى الصوت منخفض بشدة. حُلَّت هذه المشكلة عام 1999 مع اختراع اللمعة (الداخلية) المستمرة ذات الطبقات، والآلية السمعية الحركية عام 2002.

### الإلكترونية
تتعامل السماعة الطبية الإلكترونية (أو المِسماع) مع المستويات الصوتية المنخفضة من خلال تضخيم أصوات الجسم إلكترونيًا. على كل حال، إن أدوات تضخيم السماعة الطبية والقطع المكوّنة لها (عتبات استجابة توتر ميكروفونات السماعة الطبية الإلكترونية، والمضخمات، والمضخمات الأولية، ومكبرات الصوت) تحدّ الاستخدام الكلي للسماعة الطبية ذات التضخيم الإلكتروني بتضخيمها للأصوات متوسطة المدى، في الوقت الذي تخفف فيه الأصوات ذات التواترات المرتفعة والمنخفضة. حاليًا، يوفّر عدد من الشركات سماعات طبية إلكترونية. تتطلب السماعات الطبية الإلكترونية تحويل الأمواج الصوتية السمعية إلى إشارات كهربائية يمكن أن تُضخَّم بعد ذلك وتُعالج بهدف الوصول إلى الإصغاء الأمثل. بعكس السماعات الطبية السمعية -والتي تعتمد جميعها على نفس المبادئ الفيزيائية-، فإن المحولات في السماعات الطبية الإلكترونية تتنوع كثيرًا. أسهل طرق كشف الأصوات وأقلها فعالية يُجرَى بوضع ميكرفون في قطعة الصدر. تعاني هذه الطريقة من تداخل أصوات المحيطة ولم يعد يفضّلها أحد. تقوم طريقة أخرى -تستخدَم في سماعة ميديترون لويلش ألين- على وضع بلورة كهروضغطية (بلورة كهربائية إجهادية، تحول طاقة الضغط إلى طاقة كهربائية) على رأس المحور المعدني، أما أسفل المحور فيتصل مع الحجاب. تستخدم سماعة 3م أيضًا بلورات كهروضغطية توضع ضمن رغوة خلف حجاب سميك مصنوع من مادة شبيهة بالمطاط. تستخدم سماعة إيقاع ثينك كلايس 32 حجابًا كهرومغناطيسيًا ذو سطح داخلي موصل لتكوّن مستشعر للسعة. يستجيب الحجاب للأمواج الصوتية بحدوث تغيرات في الحقل الكهربائي بدلًا من التغيرات في ضغط الهواء. تسمح الإيكو كور الانتقال اللاسلكي لأصوات القلب إلى هاتف ذكي أو جهاز لوحي.
لأن الأصوات تنتقل إلكترونيًا، يمكن أن تكون السماعة الطبية الإلكترونية جهازًا لاسلكيًا أو جهاز تسجيل ويمكن أن تؤمّن خفضًا للضجة وتحسينًا للإشارة ومخرجات سمعية وبصرية. نحو العام 2001، قدّم علم التمثيل البياني لحركات الصدر برنامجًا معتمدًا على الكمبيوتر الشخصي يسمح بتوليد مخطط لأصوات القلب والتمثيل البياني لأصوات القلب والرئتين، وتفسيرها بحسب خوارزميات مناسبة. إن كل هذه السمات مفيدة من أجل غايات الرعاية الصحية عن بعد (التشخيص عن بعد) والتعليم.
تُستخدَم السماعة الطبية الإلكترونية أيضًا مع برامج التسمّع بمساعدة الكمبيوتر لتحليل أصوات القلب المُسجَّلة بشكل مرضيّ أو نفخات القلب البريئة.

#### التسجيلية
تحوي بعض السماعات الطبية الإلكترونية مخرجًا صوتيًا مباشرة يمكن أن يستخدم مع جهاز تسجيل خارجي مثل كمبيوتر محمول أو مُسجل إم بي 3. يمكن أن يُستخدَم نفس الاتصال من أجل الإصغاء إلى التسمّعات المُسجَّلة مُسبقًا من خلال سماعات رأس السماعة الطبية ما يسمح بإجراء دراسة أكثر تفصيلًا من أجل الأبحاث العامة، بالإضافة إلى التقييم وتقديم المشورة فيما يخص حالة معينة لمريض ما والرعاية الصحية عن بعد أو التشخيص عن بعد.
هناك بعض تطبيقات الهواتف الذكية التي تسمح باستخدام الهاتف كأنه سماعة طبية. يستخدم فيها المرء ميكروفون الهاتف على الأقل لتضخيم الصوت وإنتاج تمثيل مرئي وإرسال بريد إلكتروني بالنتائج. قد تستخدم هذه التطبيقات من أجل أهداف تدريبية أو كأشياء مستحدثة، لكنها لم تلقى القبول بعد من أجل الاستخدام الطبي الاحترافي.
قُدِّمت أول سماعة طبية قادرة على العمل من خلال تطبيقات الهاتف المحمول عام 2015.